# قمعية درياسية

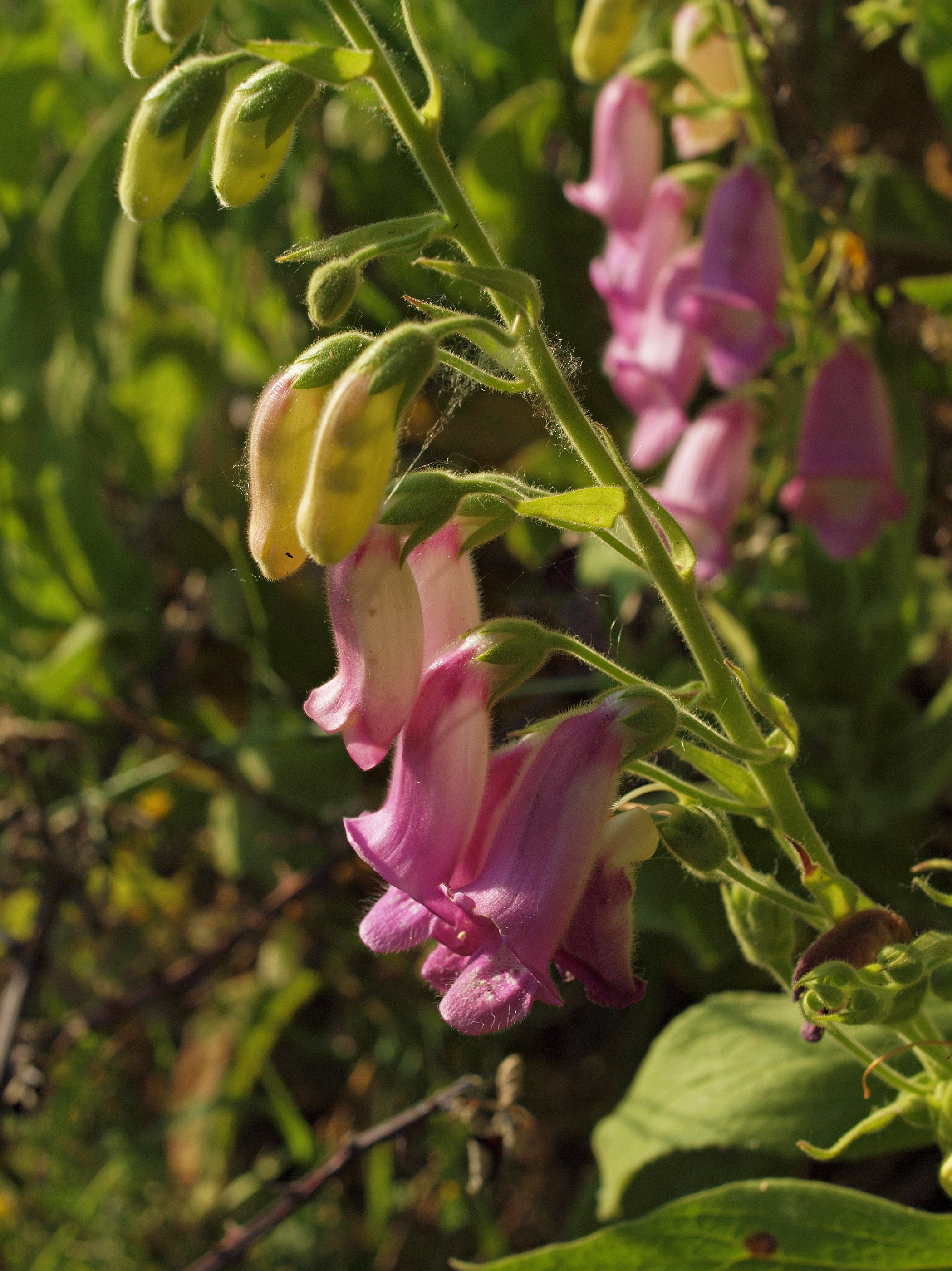
تنمو في مهدها إسبانيا

قمعية دِرْيَاسِيَّة  هو نبات مزهر في جنس القمعية المتوطن في شبه الجزيرة الأيبيرية، حيث يوجد في شرق البرتغال ووسط وغرب إسبانيا. له أهمية تجارية فهو يستخدم نباتًا للزينة. أثبتت المركبات الهجينة مع القمعية الأرجوانية نجاحها وخصوبتها.